# Митурич-Хлебников, Май Петрович
Май Петрович Митурич-Хлебников (29 мая 1925, Москва — 30 июня 2008, Москва) — советский художник, Народный художник РСФСР (1986), лауреат Государственной премии РФ (1993), действительный член Академии художеств СССР (1991).

## Биография
Родился в семье художников Веры Хлебниковой и Петра Митурича.
В ноябре 1942 года ушёл на войну и дошёл до Берлина. Работал во фронтовой бригаде художников с такими мастерами, как Анатолий Никич, Борис Попов, Евгений Рачава.
В 1948 году поступил на заочное отделение Московского полиграфического института, окончил его в 1953 году. Многие годы преподавал в этом институте.
Выполняя просьбу отца, Митурич нашёл под Новгородом заброшенную могилу Велимира Хлебникова и перевёз в Москву останки поэта.
Лауреат Государственной премии РФ 1993 года за настенную роспись Палеонтологического музея РАН им. Ю. А. Орлова. За эту же работу в 1987 году — серебряная медаль АХ СССР.
Серебряная медаль и диплом Международной выставки искусства книги в Лейпциге (ИБА-65) в 1965 г. за иллюстрации к книге С. Маршака «Стихи для детей».
Серебряная медаль и диплом Международного биеннале иллюстраций детской книги в Братиславе (БИБ-67) в 1967 г. за иллюстрации к книге К. И. Чуковского «Краденое солнце».
В 2005 году награждён японским Орденом Восходящего солнца.
Лауреат премии «Человек книги» (2004 г.)
Среди основных работ кроме того иллюстрации к книгам: К. Чуковского «Бармалей» (1968), К. Чуковского «Тараканище» (1970), «Муха-Цокотуха» (1986), С. Маршака «Стихи для детей» (1971), С. Михалкова «Лиса, бобёр и др.» (1975), Р. Киплинга «Маугли» (1976), Г. Снегирёва «Чудесная лодка» (1977), С. Аксакова «Аленький цветочек» (1985), С. Маршака «Азбука» (1984), «Двенадцать месяцев. Умные вещи» (1987), В. Бианки «Красная горка» (1986), Р. Киплинга «Кошка, которая гуляла сама по себе» (1989).
Автор многочисленных акварелей: «Подмосковная зима» (1991), «Березы» (1992), «Хоккайдо. Взморье» (1999), «Вековая олива» (1997); эстампов, серий рисунков, а кроме того живописных работ — «Ирисы и маргаритки» (1967), «Под дубом» (1969), «Автопортрет» (1990), «Весенние березы» (1992), «В мастерской» (1996), «Оливковая роща» (1997), «Греческий берег» (1997), «Храм Афеа. Остров Эгина. Греция» (1998), «Греция. Древняя Олива» (1997), «Долина на острове Закинор» (1997).
Умер 30 июня 2008 года, похоронен на Новодевичьем кладбище.

## Работы находятся в собраниях
- Государственная Третьяковская галерея, Москва.
- Государственный Русский музей, Санкт-Петербург.
- Государственный музей изобразительных искусств им. А. С. Пушкина, Москва.
- Государственный музей искусства народов Востока, Москва.
- Московский музей современного искусства, Москва.
- Государственный Дарвиновский музей, Москва.
- Астраханская государственная картинная галерея имени П.М. Догадина

## Персональные выставки
- 2002 — «Точки соприкосновения» (совм. с Рюсэки Моримото). Государственный музей искусства народов Востока, Москва.
- 2005 — «Рисующий светом». Государственная Третьяковская галерея, Москва.
- 2006 — «Май Митурич». Государственный музей изобразительных искусств им. А. С. Пушкина, Москва.
- 2010 — «Май Митурич». Галерея искусств Зураба Церетели, Москва[4].
- 2013 — «Май в мае». Галерея «Ковчег», Москва.
- 2025 – «Дошёл до Берлина. Май Митурич». Государственный Дарвиновский музей, Москва
- 2025 - «Человек книги». Коломенская картинная галерея «Дом Озерова», Коломна

## Семья
- Митурич, Пётр Васильевич — отец, художник.
- Хлебникова, Вера Владимировна — мать, художник.
- Хлебников, Велимир — дядя, поэт.
- Хлебникова, Вера Маевна — дочь, художник.
- Монастырский, Андрей Викторович — зять, художник, поэт, теоретик культуры.
- Сумнина, Мария Андреевна — внучка, художник.